# Roadside Prophets
Pour plus de détails, voir Fiche technique et Distribution.
Roadside Prophets est un film américain de type road movie réalisé par Abbe Wool et sorti en 1992.

## Fiche technique
- Réalisation : Abbe Wool
- Scénario : Abbe Wool
- Production : New Line Cinema
- Image : Tom Richmond
- Lieu de tournage : Californie, Nevada
- Montage : Nancy Richardson
- Musique : Dan Wool
- Genre : Aventure, comédie dramatique et road movie
- Durée : 96 minutes
- Dates de sortie : 
  - 2 mars 1992  ( États-Unis)
  - 8 octobre 1992 ( Allemagne)

## Distribution
- John Doe : Joe Mosely
- David Anthony Marshall : Dave Coleman
- Judyth Thurman : Stripper
- Biff Yeager (en) : Bartender
- Sonna Chavez : Angie Abbott
- Adam Horovitz : Sam
- Erica Rogers : Housekeeper
- JD Cullum : Mr. Andrews
- Ebbe Roe Smith : Journaliste
- David Swinson : Fred Nieman
- Aaron Lustig : Morning Desk Clerk
- Arlo Guthrie : Harvey
- Timothy Leary : Salvadore
- Pam Lambert : Mini-Mart Cashier
- Beth DePatie : Daisy
- David Carradine : Othello Jones
- Ellie Raab : Gloria
- Lin Shaye : Celeste